# Encyclia oncidioides
Encyclia oncidioides är en orkidéart som först beskrevs av John Lindley, och fick sitt nu gällande namn av Rudolf Schlechter. Encyclia oncidioides ingår i släktet Encyclia och familjen orkidéer. Inga underarter finns listade i Catalogue of Life.

## Bildgalleri

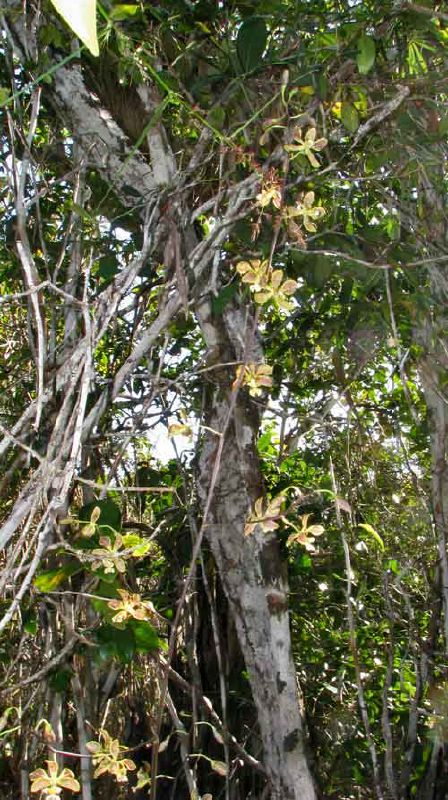
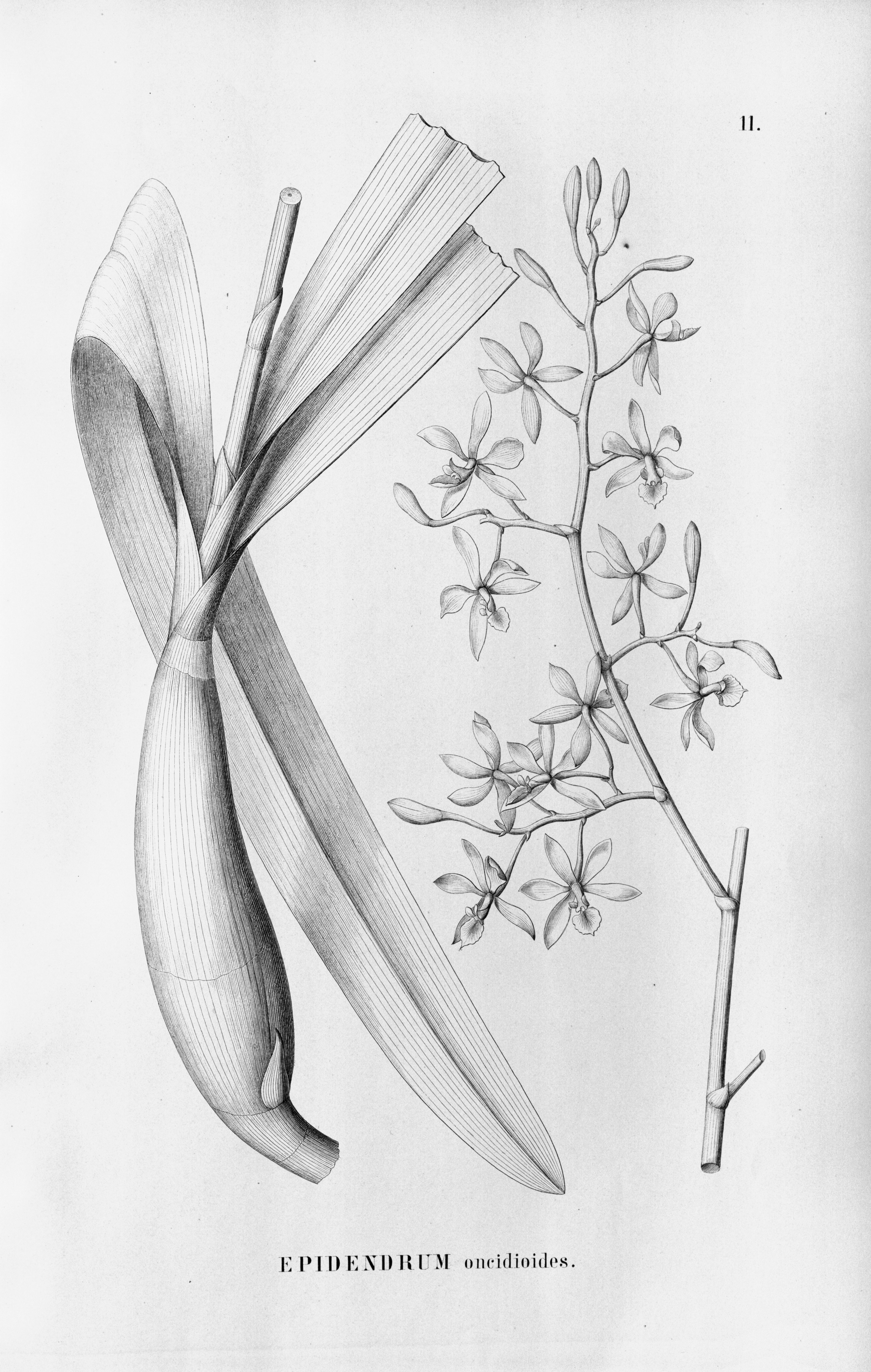
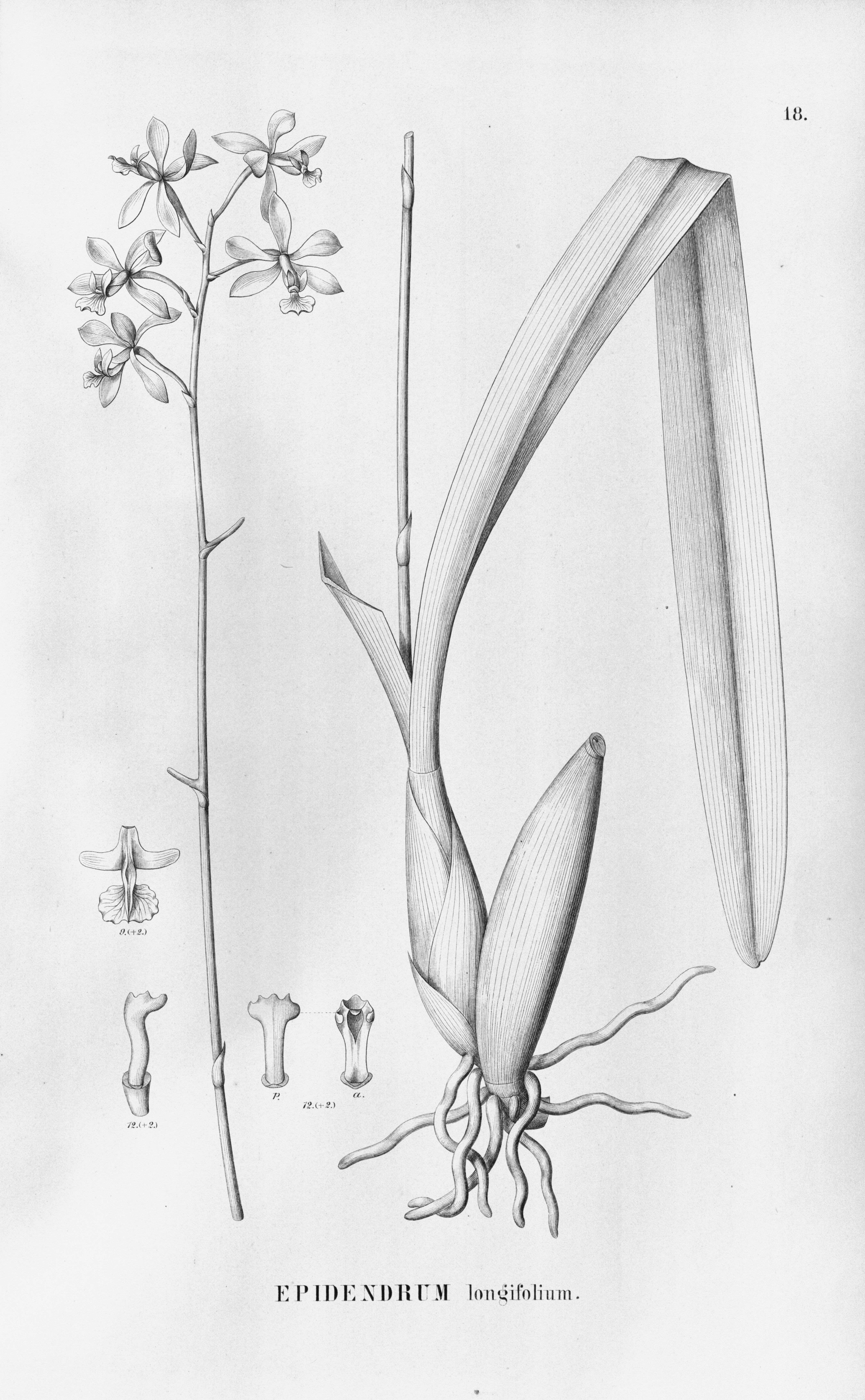
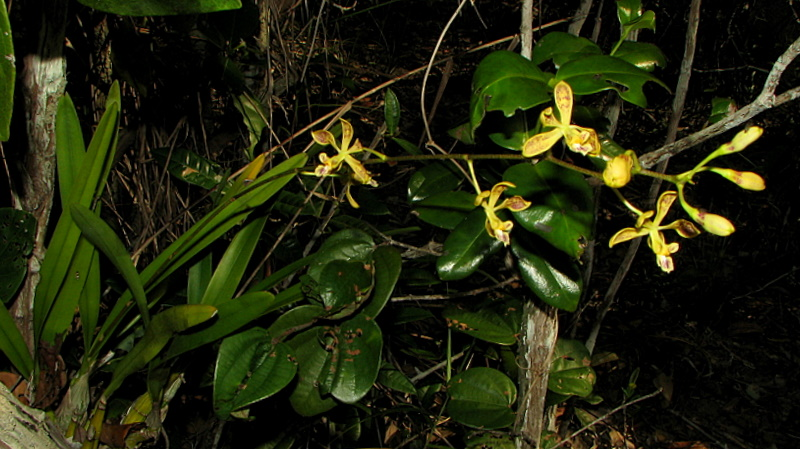
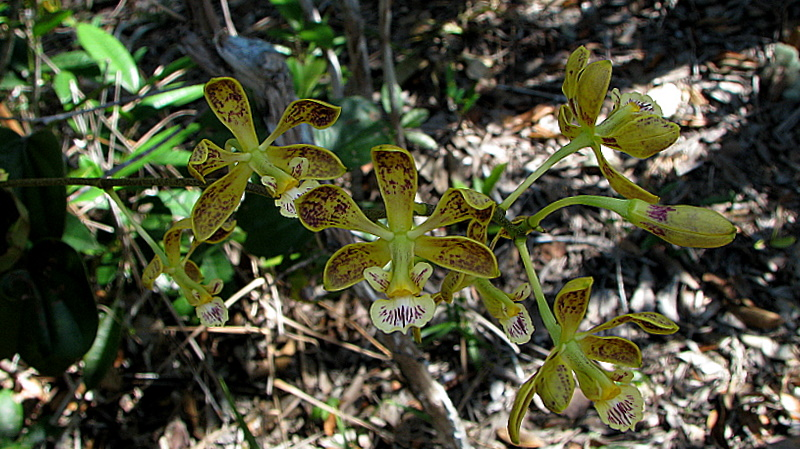
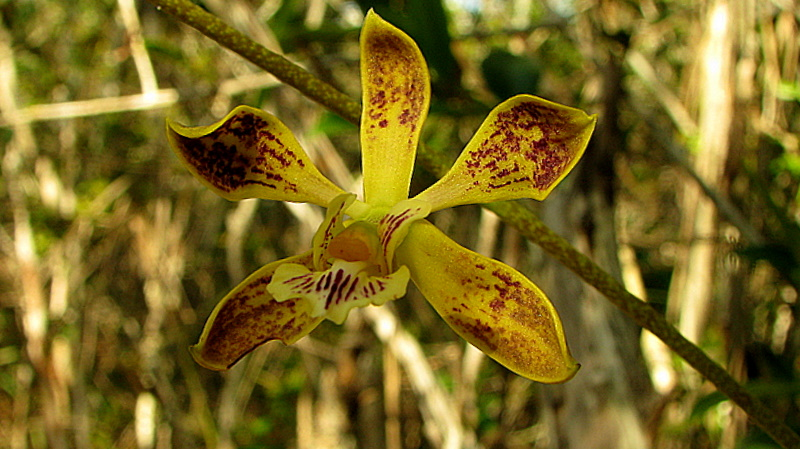